# Morgan Earp
Morgan L. Earp, född 24 april 1851 i Pella, Iowa, död 18 mars 1882 (mördad) i Tombstone, Arizona, var yngre bror till Wyatt och Virgil Earp.

## Barndomen
Morgans far, Nicholas Earp, flyttade med sin far och dennes familj till Kentucky, där han gifte sig två gånger. Först med Abigail Storm 1836 och, när hon dött, med Virginia Ann Cooksey 1840 i Hartford, Kentucky. Första äktenskapet resulterade i sonen Newton och dottern Mariah, den senare dog kort efter födseln. Virginia födde 1841 sonen James och två år senare sin andre son, Virgil. Snart var det dags att flytta igen, farfar Walter med familj och Nicholas med frun Virginia och tre barn bosatte sig i Monmouth, Illinois. Där föddes Wyatt 1848 men redan 1850 flyttade de vidare till Pella i Iowa. Den här gången stannade familjen längre än fem år. Här föddes Morgan 1851, Warren 1855, Adelia 1861 samt ytterligare två döttrar, Virginia och Martha som dog som barn. Samma år som Adelia föddes bröt Amerikanska inbördeskriget ut. Newton, James och Virgil kämpade som soldater medan resten av familjen 1864 flyttade vidare till Colton i Kalifornien. Men redan efter fyra år packades flyttlasset igen; de flyttade 1868 till Lamar, Missouri men nästan genast flyttade de till Wyoming där de stannade en kort tid för att sen återvända till Lamar. Där bodde de 1870.

## Vuxenlivet
1875 hade han gift sig med Louisa Houston i Dodge City, Kansas. Han arbetade då för sheriff Charlie Basset. Morgan och Louisa flyttade till Butte i Montana och bodde där till 1879. I januari 1880 flyttade han, utan henne, till Prescott i Arizona för att där sammanstråla med sina bröder Virgil och Wyatt samt den senares vän Doc Holliday. Gemensamt flyttade de till Tombstone i Arizona, som Virgil hade hört var en stad i uppåtgående tack vare silverfynd där.

## Början till slutet
Virgil rekryterade Wyatt och Morgan som vice marshal när han själv var city-marshal i Tombstone 1881. Som sådan deltog Morgan i revolverstriden vid O.K. Corral, där han skadades i axeln. De tre bröderna blev friade den efterföljande rättegången, de hade inte begått något brott när de sköt tre män och skadade två under revolverstriden.
Några månader senare mördades han, under ett biljardparti på "Campbell and Hatch's Saloon", antagligen som hämnd av någon som tyckte att de ändå var skyldiga. Det sägs att hans sista ord var: "Don't, I can't stand it. This is the last game of pool I'll ever play." (på svenska ungefär: "Gör det inte, jag klarar det inte. Det här är det sista parti biljard jag någonsin kommer spela.") Första delen av citatet riktas till dem som försöker resa honom upp. Hans bröder Wyatt och James förde hans kropp till föräldrarna i Colton, Kalifornien där han kunde begravas. Trots att det fanns vittnen till skotten som dödade Morgan, förblev mördarna oidentifierade. Wyatt med flera sökte vendetta och dödade senare fyra män som misstänktes ha med mordet att göra. 1887 flyttades Morgans kvarlevor eftersom den plats han legat på låg i vägen för gruvbrytningen i närheten. Han ligger nu begravd på Hermosa cemetery i Colton.
Hans fru Louisa gifte om sig 1885 i Kalifornien och dog där 24 juni 1894.